# Tramwaje w Temyrtau
Tramwaje w Temyrtau – system komunikacji tramwajowej działający w Temyrtau w Kazachstanie.
Tramwaje w Temyrtau uruchomiono 5 września 1959 r. jako dowóz do strefy przemysłowej. Do lat 2000. z 4 linii zachowała się 1, ale zarządzający hutą ArcelorMittal przekonywał, że jest ona nierentowna. W pierwszym kwartale 2023 r. tramwaje przestały jeździć i rozpoczęto rozbiórkę pozostałej sieci, jednak mieszkańcy wystosowali petycję do prezydenta Kazachstanu z prośbą o pomoc w przywróceniu tramwajów. W tym samym roku, po licznych wypadkach w hucie, państwo postanowiło znacjonalizować firmę i w 2024 r. nowy właściciel huty rozpoczął remont sieci. Do końca 2024 r. ułożono 15 km nowych szyn i wyremontowano kolejne 2,8 km oraz zakupiono 8 nowych tramwajów, które zostały zmontowane w Kazachstanie z chińskich podzespołów. Pierwsze przejazdy próbne odbyły się jesienią 2024 r., a częściowe przywrócenie komunikacji liniowej nastąpiło w styczniu 2025 r. Od lipca tego samego roku kursowanie tramwajów wydłużono na cały dzień, choć nadal w użyciu znajdowała się skrócona trasa Osiedle nr 8 – Prombaza o długości 8,5 km, a nieczynny pozostawał odcinek za Prombazą na terenie huty. 4 pojazdy obsługiwały linię z częstotliwością ok. 25 min. 

## Linie
| Numer | Trasa                         |
| ----- | ----------------------------- |
| 4     | 8. ykszam audan – Kuyru cechy |

## Tabor
Stan z marca 2021 r.:
| Zdjęcie        | Typ            | Eksploatacja od | Liczba |
| -------------- | -------------- | --------------- | ------ |
|                | KTM-5M3        | 1988            | 32     |
|                | Tatra KT4DM    | 2009            | 12     |
| Łączna liczba: | Łączna liczba: | Łączna liczba:  | 44     |

W 2009 r. i na początku 2010 r. dostarczono 12 wagonów KT4DM z Poczdamu. Dodatkowo w Temyrtau jest zachowany jeden tramwaj KTM-2. Tabor techniczny składa się z dwóch wagonów:
- TS-34D nr 04 do napraw sieci z 1993 r.
- WTK-24 nr 01 pług odśnieżny z 1991 r.